# Agrochola supracastanea
Agrochola supracastanea là một loài bướm đêm trong họ Noctuidae.